# Survivor Series: WarGames (2023)
Survivor Series: WarGames (2023) – gala wrestlingu wyprodukowana przez federację WWE dla zawodników z brandów Raw i SmackDown. Odbyła się 25 listopada 2023 w Allstate Arena w Rosemont w stanie Illinois. Emisja była przeprowadzana na żywo za pośrednictwem serwisu strumieniowego Peacock w Stanach Zjednoczonych i WWE Network na całym świecie oraz w systemie pay-per-view. Była to trzydziesta siódma gala w chronologii cyklu Survivor Series. Było to drugie Survivor Series zawierające koncepcję WarGames po jej pierwszym wprowadzeniu do głównego rosteru WWE w 2022 roku.
Na gali odbyło się pięć walk, z których dwie były WarGames matchami. W walce wieczoru, Seth „Freakin” Rollins, Cody Rhodes, Jey Uso, Sami Zayn i Randy Orton pokonali The Judgment Day (Finna Bálora, Damiana Priesta, „Dirty” Dominika Mysterio i JD McDonagha) i Drew McIntyre’a w męskim WarGames matchu, zaś w żeńskim WarGames matchu, Bianca Belair, Charlotte Flair, Shotzi i Becky Lynch pokonały Damage CTRL (Bayley, Asukę, Iyo Sky i Kairi Sane). Gala ta obejmowała także powroty Randy’ego Ortona i R-Trutha, obaj pauzowali z powodu kontuzji odpowiednio od maja i listopada 2022 roku, a także powrót CM Punka w jego pierwszym występie w WWE od Royal Rumble w 2014 roku (pomijając WWE Backstage na FS1 w latach 2019–2020).
Było to również ostatnia gala WWE, która została oficjalnie dystrybuowane na Blu-ray i DVD, ponieważ WWE zamknęło swój dział domowego wideo pod koniec 2023 roku. Survivor Series: WarGames ukazało się na 1 płycie 26 grudnia w Stanach Zjednoczonych.

## Produkcja i rywalizacje
Survivor Series: WarGames oferowało walki profesjonalnego wrestlingu z udziałem wrestlerów należących do brandów Raw i SmackDown. Wyreżyserowane rywalizacje (storyline’y) były kreowane podczas cotygodniowych gal Raw i SmackDown. Wrestlerzy są przedstawieni jako heele (negatywni, źli zawodnicy i najczęściej wrogowie publiki) i face’owie (pozytywni, dobrzy i najczęściej ulubieńcy publiki), którzy rywalizują pomiędzy sobą w seriach walk mających budować napięcie. Kulminacją rywalizacji jest walka wrestlerska lub ich seria.

### Gunther vs. The Miz
30 października na odcinku Raw, mistrz interkontynentalny Gunther miał być gościem w talk-show The Miza „Miz TV”; jednakże Mizowi przerwali koledzy ze stajni Gunthera Imperium, Giovanni Vinci i Ludwig Kaiser, którzy oświadczyli, że Gunther się nie pojawi. Jednak po krótkiej kłótni Gunther wyszedł i stwierdził, że nie szanuje Miza, który następnie powiedział, że to on sam ponownie uczynił mistrzostwo interkontynentalne prestiżowym. Po tym, jak Imperium zaczęło niszczyć zestaw „Miz TV”, Miz zaatakował Imperium, ale Gunther zdobył przewagę, tym samym Miz przeszedł face turn po raz pierwszy od stycznia 2020 roku. Później Miz poprosił Generalnego Menadżera Raw Adama Pearce’a o walkę o mistrzostwo przeciwko Guntherowi, ale Pearce odmówił, ponieważ byli inni, którzy również chcieli walki o tytuł. Następnie na następny odcinek zaplanowano Fatal 4-way match, który wyłoni pretendenta Gunthera do mistrzostwa interkontynentalnego na Survivor Series: WarGames, który wygrał Miz.

### Rhea Ripley vs. Zoey Stark
Na Crown Jewel, Zoey Stark wzięła udział w Fatal 5-way matchu o mistrzostwo świata kobiet Rhei Ripley, które Ripley zachowała. Na następnym odcinku Raw, Stark wygrała Battle Royal, aby zmierzyć się z Ripley w pojedynku o tytuł na Survivor Series: WarGames.

### Męski WarGames match
Od czerwca, Seth „Freakin” Rollins, Cody Rhodes, Jey Uso i Sami Zayn byli zaangażowani w różne rywalizacje z The Judgment Day (Finn Bálor, Damian Priest i „Dirty” Dominik Mysterio), a także ich współpracownikiem JD McDonaghem, który obejmował walki o mistrzostwo świata wagi ciężkiej Rollinsa oraz niekwestionowane mistrzostwo WWE Tag Team, wymieniane pomiędzy Rhodesem i Uso oraz Bálorem i Priestem. Pod koniec odcinka Raw z 6 listopada doszło do bójki pomiędzy wszystkimi ośmioma mężczyznami. Zmęczony ciągłym chaosem panującym przez ostatnie kilka tygodni, Generalny Menadżer Raw Adam Pearce ogłosił, że Rollins, Rhodes, Uso i Zayn zmierzą się z Judgement Day i McDonaghem w WarGames matchu na Survivor Series: WarGames. W następnym tygodniu, Rhodes i Priest zostali ujawnieni jako liderzy swoich drużyn, a McDonagh został oficjalnym członkiem Judgment Day. Pod koniec odcinka, Drew McIntyre, który rozmawiał z Rheą Ripley i miał własne problemy z Uso w przeszłości z powodu zaangażowania Uso w The Bloodline, pomógł Bálorowi i Priestowi zachować niekwestionowane mistrzostwo WWE Tag Team w rewanżu z Rhodesem i Uso. W następnym odcinku, McIntyre został dodany do zespołu Judgement Day w WarGames, a później tej samej nocy pokonał Uso i zdobył przewagę w WarGames. Następnie okazało się, że piątym członkiem drużyny Rhodesa będzie powracający Randy Orton, który pauzował z powodu kontuzji od maja 2022 roku.

### Żeński WarGames match
Na SummerSlam, Bianca Belair pokonała Asukę i Charlotte Flair w triple threat matchu, aby zdobyć mistrzostwo kobiet WWE, ale zaraz po walce Iyo Sky zrealizowała swój kontrakt Money in the Bank i pokonała Belair, zdobywając tytuł. Po gali Damage CTRL (Bayley, Dakota Kai i Sky) rozpoczęły feud z Asuką, a także Flair, która stanęła po stronie Asuki. Damage CTRL skontuzjowało także kolano Belair, wykluczając ją na kilka następnych miesięcy. W tym czasie Sky zachowała mistrzostwo w walkach przeciwko Asuce i Flair dzięki interwencji Bayley i Kai. Po powrocie Belair pod koniec października Sky zachowała tytuł przeciwko niej na Crown Jewel po wtrąceniu się powracającej Kairi Sane (w jej pierwszym występie od lipca 2020 roku). Na następnym SmackDown, Sky i Kai powiedziały, że sprowadzili Sane, aby wzmocnić swoją grupę. Sane pochwaliła Bayley za jej przywództwo w Damage CTRL, a także powiedziała, że wybaczyła Bayley atak na nią w lipcu 2020 roku. Następnie grupa objęła się, ale przeszkodziły im Belair, Flair i Asuka, a Belair stwierdziła, że myliła się co do Sky, wierząc, że Sky mogłaby obronić mistrzostwo bez pomocy. Następnie miał miejsce sześcioosobowy tag team match, który zakończył się bez rezultatu po tym, jak Asuka zwróciła się przeciwko swojej drużynie, a następnie ponownie połączyła siły z Sane i dołączyła do Damage CTRL. Shotzi próbowała ocalić, ale została zatrzymana przez Damage CTRL. W następnym tygodniu, Damage CTRL (reprezentowane przez Bayley, Sky, Asukę i Sane) wyzwało Belair, Flair, Shotzi i wybraną przez nich partnerkę na WarGames match, który został zaakceptowany. Generalny Menadżer SmackDown Nick Aldis dał drużynie Belair czas do końca nocy na wybranie czwartej członkini, a one wybrały Becky Lynch z Raw po tym, jak Damage CTRL wyeliminowało inne kobiety na SmackDown. Tej samej nocy WWE ogłosiło, że sponsorowane przez Ruffles głosowanie fanów odbędzie się w celu ustalenia, która drużyna otrzyma przewagę w WarGames matchu.

### Dragon Lee vs. Santos Escobar
10 listopada na odcinku SmackDown, Rey Mysterio i Latino World Order (LWO) odnieśli się do utraty przez Mysterio mistrzostwa Stanów Zjednoczonych na Crown Jewel na rzecz Logana Paula, który wygrał używając kastetu. Carlito obwinił Santosa Escobara za to, że zostawił kastet na fartuchu ringowym. Następnie Escobar opuścił ring z niedowierzaniem w oskarżenia, ale później zwrócił się przeciwko Mysterio, kontuzjując lewe kolano i uderzając je stalowymi schodami, przechodząc heel turn. W następnym tygodniu, Escobar powiedział, że Mysterio był jego bohaterem, ale po spotkaniu z nim zdał sobie sprawę, że się mylił. Doszło do konfrontacji z innymi członkami LWO (Joaquinem Wildem, Cruzem Del Toro i Zeliną Vegą), podczas której Escobar zaatakował Wilde’a i Toro. Carlito wyszedł na ratunek, ale Escobar uciekł. Później zaplanowano walkę pomiędzy Carlito i Escobarem na Survivor Series: WarGames. Jednak w noc poprzedzającą Survivor Series, Carlito i Escobar pokłócili się, w wyniku czego Carlito doznał kontuzji ramienia, a Dragon Lee – który przyszedł Carlito z pomocą - zastąpił Carlito w walce z Escobarem.

## Wyniki walk
| Nr                                 | Wyniki | Stypulacje                                        | Czas  |
| ---------------------------------- | --- | ------------------------------------------------- | ----- |
| 1                                  | Bianca Belair, Charlotte Flair, Shotzi i Becky Lynch pokonały Damage CTRL (Bayley, Asukę, Iyo Sky i Kairi Sane) (z Dakotą Kai) poprzez pinfall                                                              | Żeński WarGames match                             | 33:35 |
| 2                                  | Gunther (c) pokonał The Miza poprzez submission | Singles match o WWE Intercontinental Championship | 12:20 |
| 3                                  | Santos Escobar pokonał Dragona Lee poprzez pinfall | Singles match                                     | 7:40  |
| 4                                  | Rhea Ripley (c) pokonała Zoey Stark poprzez pinfall | Singles match o Women’s World Championship        | 9:15  |
| 5                                  | Seth „Freakin” Rollins, Cody Rhodes, Jey Uso, Sami Zayn i Randy Orton pokonali The Judgment Day (Finna Bálora, Damiana Priesta, „Dirty” Dominika Mysterio i JD McDonagha) i Drew McIntyre’a poprzez pinfall | Męski WarGames match                              | 34:50 |
| (c) – mistrz/mistrzyni przed walką | |                                                   |       |